# قبرستان غیرانتفاعی
قبرستان غیرانتفاعی فیلمی به کارگردانی، تهیه‌کنندگی و نویسندگی محسن دامادی محصول سال ۱۳۸۹ است.

## خلاصه داستان
مرد سن و سال داری که یک زمین بزرگ در منطقه‌ای در نزدیکی شهر دارد، تصمیم می‌گیرد آن را تبدیل به یک قبرستان غیرانتفاعی کند. او در کار خود با موانع و مشکلاتی روبه‌رو می‌شود.